# The Young Gods Play Kurt Weill
Albums de The Young Gods
L'Eau Rouge
(1989) T.V. Sky
(1992)
The Young Gods Play Kurt Weill est un album de reprises du groupe de rock industriel suisse, The Young Gods. La particularité de cet album, est qu'il comprend que des titres composé par le musicien allemand Kurt Weill. Il est sorti en avril 1991 sur le label Play It Again Sam (Interscope Records pour les États-Unis).

## Historique
Il a été enregistré en 1989 dans les studios Artag à Zurich et a été produit par Roli Mosimann. Le groupe joua l'album dans son intégralité lors d'un concert hommage à Kurt Weill commandé en septembre 1989 par La Bâtie-Festival de Genève et par le Fri-Son de Fribourg .
Les titres repris sont des compositions présentes dans L'Opéra de Quat'sous (5 titres), dans le film Un caprice de Vénus (1), dans le spectacle Grandeur et décadence de la ville de Mahagonny (1) et dans le film Knickerbocker Holiday (1). La chanson Alabama Song a déjà fait l'objet d'une reprise par des musiciens rock, notamment The Doors qui reprennent la chanson sous le titre Alabama Song (Whisky Bar) en 1966 sur leur premier album et David Bowie qui sortit le titre sur un single combiné à une version acoustique de Space Oddity en février 1980 .
La chanson September Song fit l'objet d'un clip vidéo.
Il est le premier album du groupe avec Alain Monod (aka Al Comet) qui remplace Cesare Pizzi aux claviers.

## Liste des titres
| No | Titre                                                                      | Auteur                   | Musique | Durée |
| -- | -------------------------------------------------------------------------- | ------------------------ | ------- | ----- |
| 1. | Prologue (de L'Opéra de Quat'sous)                                         | Kurt Weill               | Weill   | 1:50  |
| 2. | Salomon Song (de L'Opéra de Quat'sous)                                     | Bertolt Brecht, John Gay | Weill   | 4:12  |
| 3. | Mackie Messer (de L'Opéra de Quat'sous)                                    | Brecht, Gay              | Weill   | 4:12  |
| 4. | Speak Low (du film Un caprice de Vénus)                                    | Ogden Nash               | Weill   | 5:10  |
| 5. | Alabama Song (du spectacle Grandeur et décadence de la ville de Mahagonny) | Brecht                   | Weill   | 5:49  |
| 6. | Seeräuber Jenny (de L'Opéra de Quat'sous)                                  | Brecht, Gay              | Weill   | 5:49  |
| 7. | Ouverture (de L'Opéra de Quat'sous)                                        | Brecht, Gay              | Weill   | 2:48  |
| 8. | September Song (du film Knickerbocker Holiday)                             | Maxwell Anderson         | Weill   | 2:43  |

## Musiciens
- Franz Treichler : chant
- Alain Monod : claviers, samples
- Use Hiestand : batterie, percussions